# Долго Брдо (Літія)
Долго Брдо (словен. Dolgo Brdo) — поселення в общині Літія, Осреднєсловенський регіон, Словенія. Висота над рівнем моря: 753,3 м.